# 秋岡保治
秋岡 保治（あきおか やすじ、 1886年〈明治19年〉6月1日  - 1971年〈昭和46年〉3月7日 ）は日本の教育者であり神官である。岡山県倉敷市出身。

## 経歴

### 生い立ち
1886年（明治19年）岡山県窪屋郡大島村（現：倉敷市）に生まれる。旧制高梁中学（現：岡山県立高梁高等学校）を卒業後、國學院大學予科を経て、東京神官講習所である國學院大學へ入学する。1910年（明治43年）國學院大學国史科を卒業した。

### 大学卒業後
卒業後、同年に旧制千葉中学（現：千葉県立千葉高等学校）へ教諭として赴任。1912年（明治45年）4月に埼玉県金鑚神社の宮司となり、1913年（大正2年）には、一年志願兵として大日本帝国陸軍歩兵第41連隊へ所属した。除隊後、1914年7月に歩兵少尉の役職に任ぜられる。1916年（大正5年）7月、愛知県砥鹿神社の宮司となる。その後、広島県沼名前神社（読み：ぬなくまじんじゃ）の宮司を経て、東京神職会常務幹事となった。

### 神官として
1928年（昭和3年）、今までの活躍が認められて42歳で明治神宮権宮司となり、9年間務めた後、1937年（昭和12年）51歳で春日大社宮司となった。この後も日枝神社宮司、第二次世界大戦後の1947年（昭和22年）には、伊勢神宮少宮司を歴任し、1956年（昭和31年）から4年間神社本庁事務総長をつとめた。
1971年（昭和46年）3月7日、84歳で死去。